# Tatsuya Tanaka
Tatsuya Tanaka (田中 達也, Tanaka Tatsuya, Shunan, 27 november 1982) is een Japans voetballer die als aanvaller speelt bij Albirex Niigata.

## Clubcarrière
Zijn eerste goal voor Urawa Red Diamonds maakte hij op 21 mei 2001 tegen Tokyo Verdy.

## Interlandcarrière
Hij naam deel aan de Olympische Spelen van 2004 waar Japan er in de eerste ronde al uit lag door als vierde te eindigen in groep B onder Paraguay, Italië, en Ghana.
Hij maakte zijn debuut in het Japans elftal op 31 juli 2005 tegen Noord-Korea. Hij scoorde zijn eerste interlandgoal tegen China

## Statistieken

### J.League
| seizoen     | club               | land  | competitie | wed. | goals |
| ----------- | ------------------ | ----- | ---------- | ---- | ----- |
| 2001        | Urawa Red Diamonds | Japan | J-League   | 19   | 3     |
| 2002        | Urawa Red Diamonds | Japan | J-League   | 23   | 5     |
| 2003        | Urawa Red Diamonds | Japan | J-League   | 26   | 11    |
| 2004        | Urawa Red Diamonds | Japan | J-League   | 23   | 12    |
| 2005        | Urawa Red Diamonds | Japan | J-League   | 25   | 8     |
| 2006        | Urawa Red Diamonds | Japan | J-League   | 18   | 4     |
| 2007        | Urawa Red Diamonds | Japan | J-League   | 25   | 12    |
| 2008        | Urawa Red Diamonds | Japan | J-League   |      |       |
| Bijgewerkt: | 13-07-2008         |       | Totaal     | 159  | 55    |

### Interlands
| Japans voetbalelftal | Japans voetbalelftal | Japans voetbalelftal |
| Jaar                 | Wed.                 | Dlp.                 |
| -------------------- | -------------------- | -------------------- |
| 2005                 | 2                    | 1                    |
| 2006                 | 4                    | 0                    |
| 2007                 | 2                    | 0                    |
| 2008                 | 4                    | 1                    |
| 2009                 | 4                    | 1                    |
| Totaal               | 16                   | 3                    |